# František Veselý

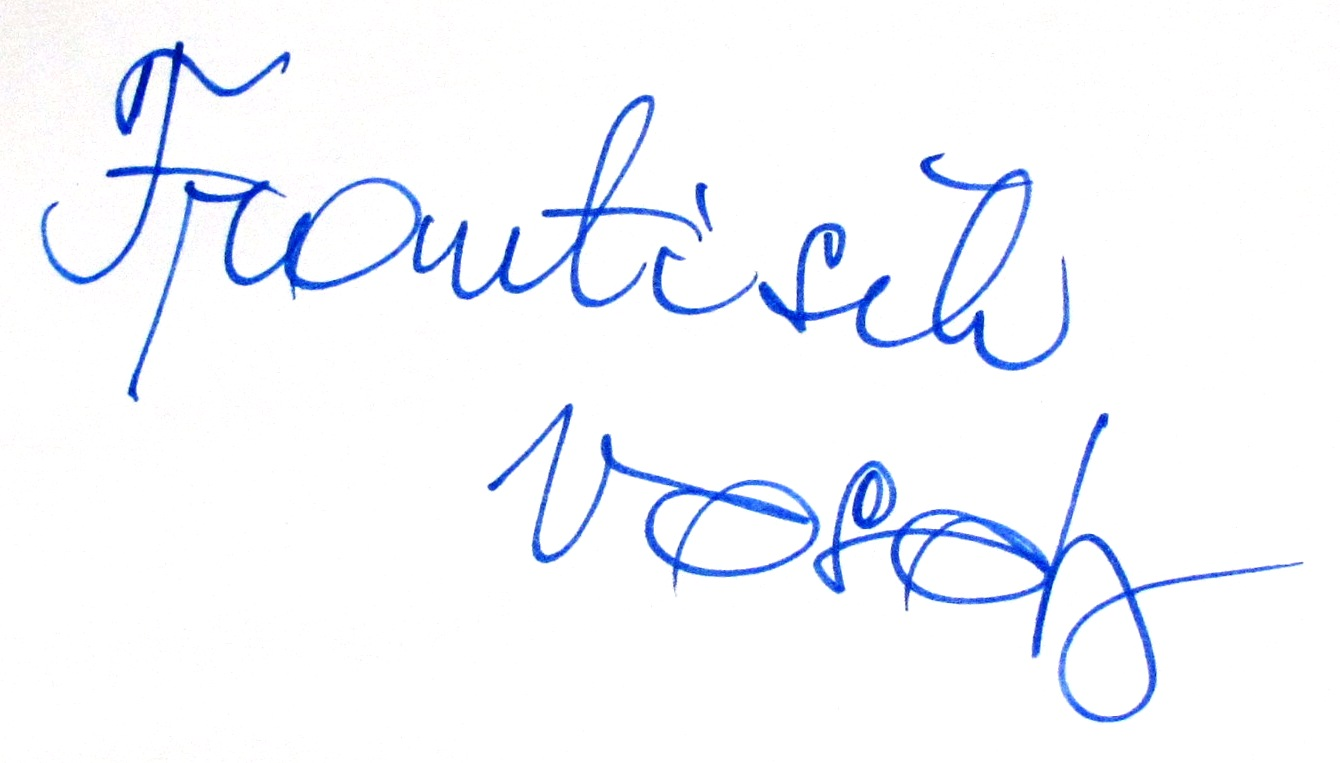
Podpis Františka Veselého (2004)

František Veselý (7. prosince 1943 Praha – 30. října 2009 Praha) byl český fotbalista, a československý reprezentant, mistr Evropy z Bělehradu 1976.

## Kariéra

### Mládežnická
Vyrostl v Holešovicích na klasickém plácku, kde už jako dvanáctiletý upoutal pozornost na turnaji mládeže v Parku kultury a oddechu Julia Fučíka. Tam si ho všiml trenér mládeže Slavie Emil Seifert. A bylo rozhodnuto. Zrodil se tak jeden z nejvěrnějších slávistů historie; v sešívaném dresu totiž strávil 25 let a odehrál 404 ligových utkání. Byl to klasický rychlý pravý útočník.

### Ligová
S fotbalem začínal ve Slavii (1953–1962), následovalo dvouleté působení v Dukle (1962–1964), poté návrat do Slavie (1964–1980). V roce 1980 přestoupil do rakouského Rapidu Vídeň (1980–1981), tam se ale dlouho neohřál a už hrál za Sparkasse Zwettl (1981–1983). Kariéru ukončil v klubu First Vienna (1983–1984).

## Ligová bilance
| Ročník                                     | Zápasy | Góly | Klub         |
| ------------------------------------------ | ------ | ---- | ------------ |
| 1. československá fotbalová liga 1963/1964 | 6      | 1    | Dukla Praha  |
| 1. československá fotbalová liga 1964/1965 | 4      | 0    | Dukla Praha  |
| 1. československá fotbalová liga 1965/1966 | 26     | 5    | Slavia Praha |
| 1. československá fotbalová liga 1966/1967 | 26     | 9    | Slavia Praha |
| 1. československá fotbalová liga 1967/1968 | 26     | 4    | Slavia Praha |
| 1. československá fotbalová liga 1968/1969 | 26     | 2    | Slavia Praha |
| 1. československá fotbalová liga 1969/1970 | 29     | 3    | Slavia Praha |
| 1. československá fotbalová liga 1970/1971 | 30     | 4    | Slavia Praha |
| 1. československá fotbalová liga 1971/1972 | 30     | 5    | Slavia Praha |
| 1. československá fotbalová liga 1972/1973 | 27     | 2    | Slavia Praha |
| 1. československá fotbalová liga 1973/1974 | 30     | 3    | Slavia Praha |
| 1. československá fotbalová liga 1974/1975 | 28     | 3    | Slavia Praha |
| 1. československá fotbalová liga 1975/1976 | 30     | 9    | Slavia Praha |
| 1. československá fotbalová liga 1976/1977 | 28     | 7    | Slavia Praha |
| 1. československá fotbalová liga 1977/1978 | 23     | 0    | Slavia Praha |
| 1. československá fotbalová liga 1978/1979 | 20     | 2    | Slavia Praha |
| 1. československá fotbalová liga 1979/1980 | 25     | 2    | Slavia Praha |
| CELKEM                                     | 414    | 61   |              |

### Reprezentační
Pomohl československé reprezentaci k postupu na MS 1970 v Mexiku. Byl členem zlatého týmu z ME 1976 konaném v Jugoslávii, kde v semifinále proti Nizozemsku (3:1) připravil v prodloužení gól pro Zdeňka Nehodu a druhý sám vstřelil.

## Rodina
K fotbalu ho přivedl otec, který hrál v lize v letech 1945–51 za SK Pardubice, SK Židenice, Čechii Karlín a Slavii. Jeho syn František okusil ligu ve Slavii a Bohemians a dále hrál v Rakousku, až do svých 50let v nižšich soutěžích. Poté se vydal hrát 1.B třídu k Turnovu, do Sokola Pěnčín .V lize nastoupil i jeho vnuk Daniel Veselý. František Veselý zemřel náhle a nečekaně 30. října 2009.